# Museo regionale interdisciplinare di Caltanissetta
Il Museo regionale interdisciplinare di Caltanissetta, conosciuto semplicemente come Museo archeologico di Caltanissetta, è un museo archeologico sito a Caltanissetta.
Il museo raccoglie la maggior parte dei reperti archeologici provenienti dai siti dell'area di Caltanissetta e Enna, come Vassallaggi, Capodarso, Sabucina.
L'attuale sede museale è strada inaugurata nel 2006 dopo lo spostamento dal vecchio Museo civico. L'edificio è dell'architetto Franco Minissi che ha anche curato in precedenza la costruzione del Museo Paolo Orsi di Siracusa.

## Galleria d'immagini

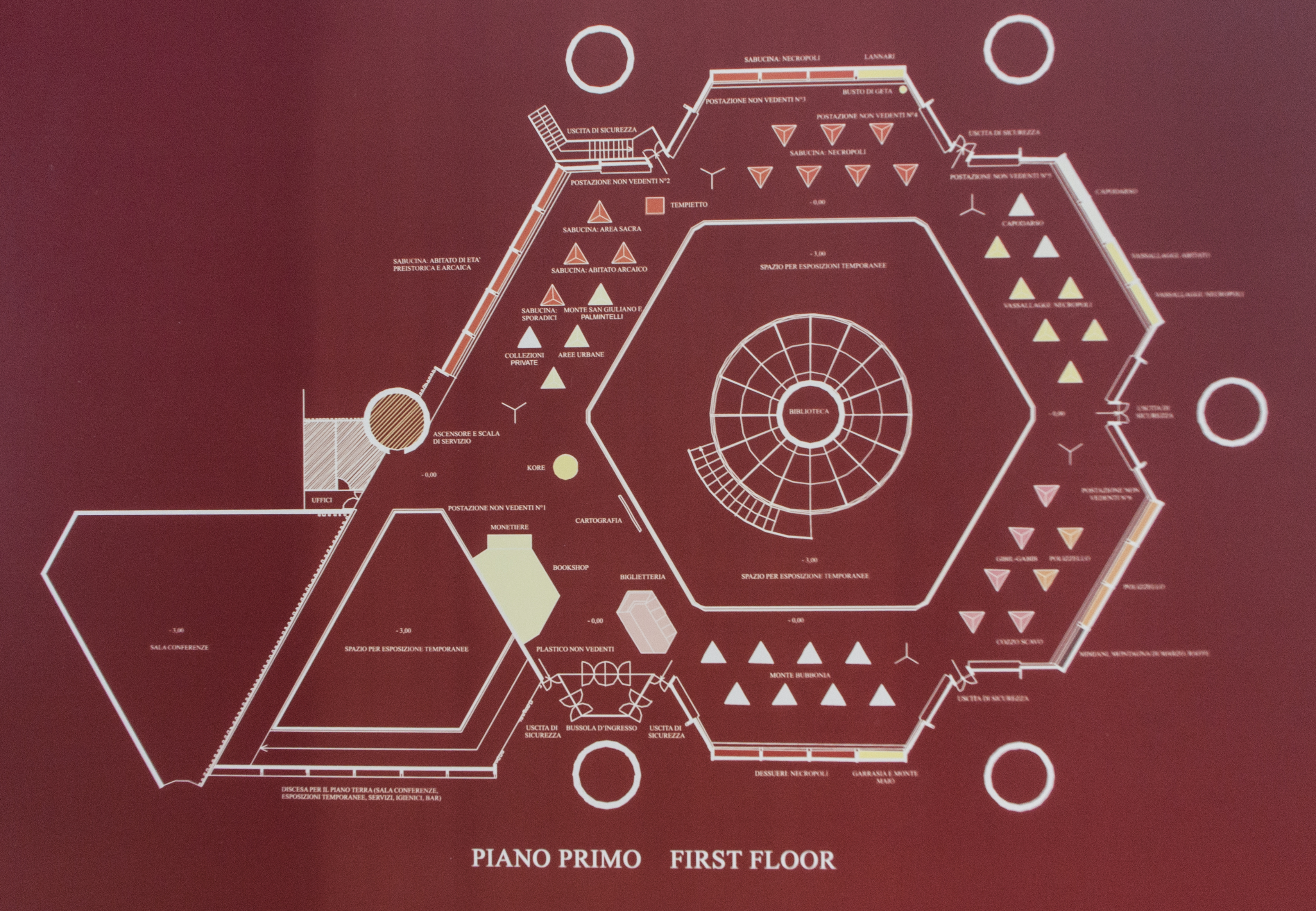
Pianta del primo piano del museo
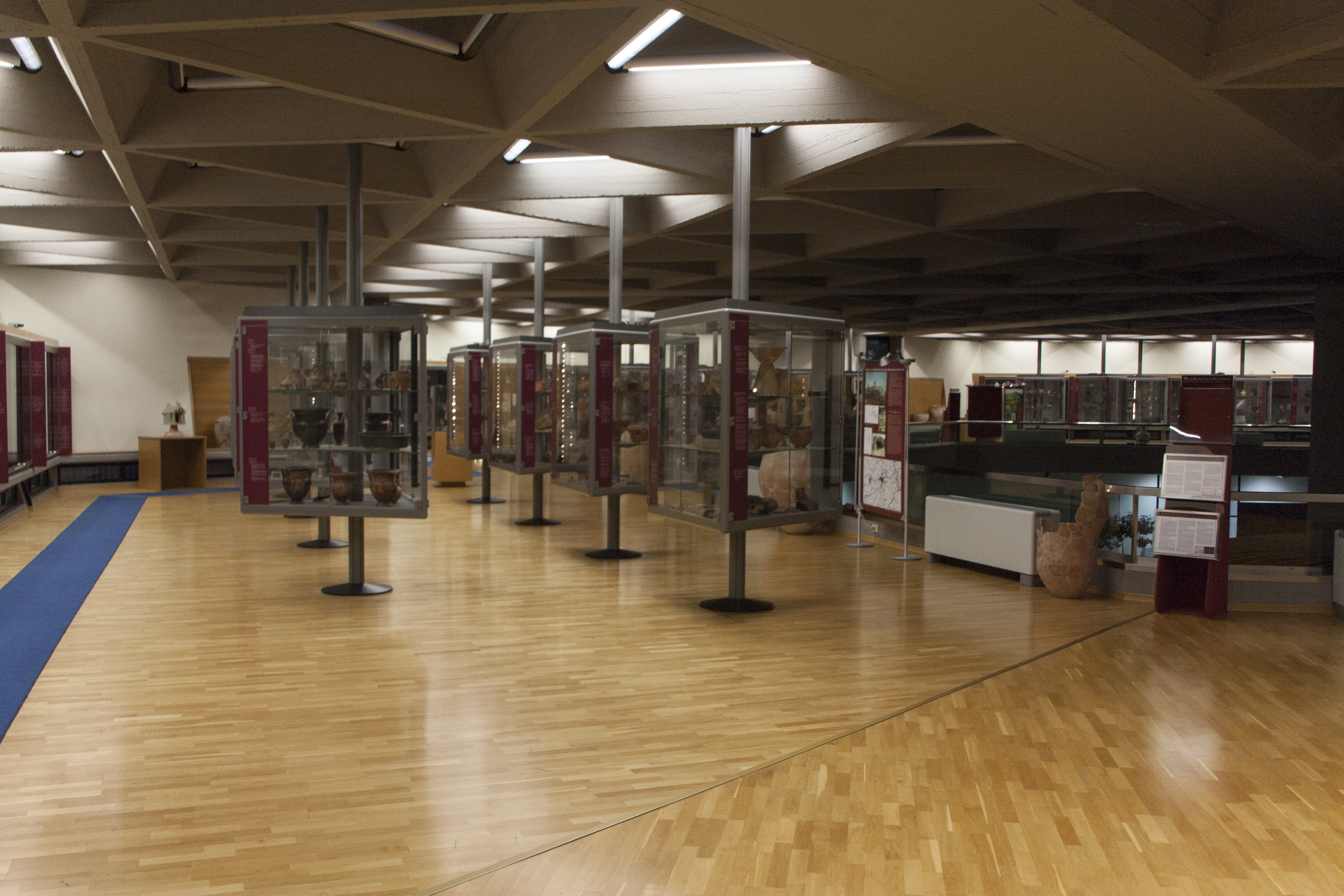
Ambienti espositivi
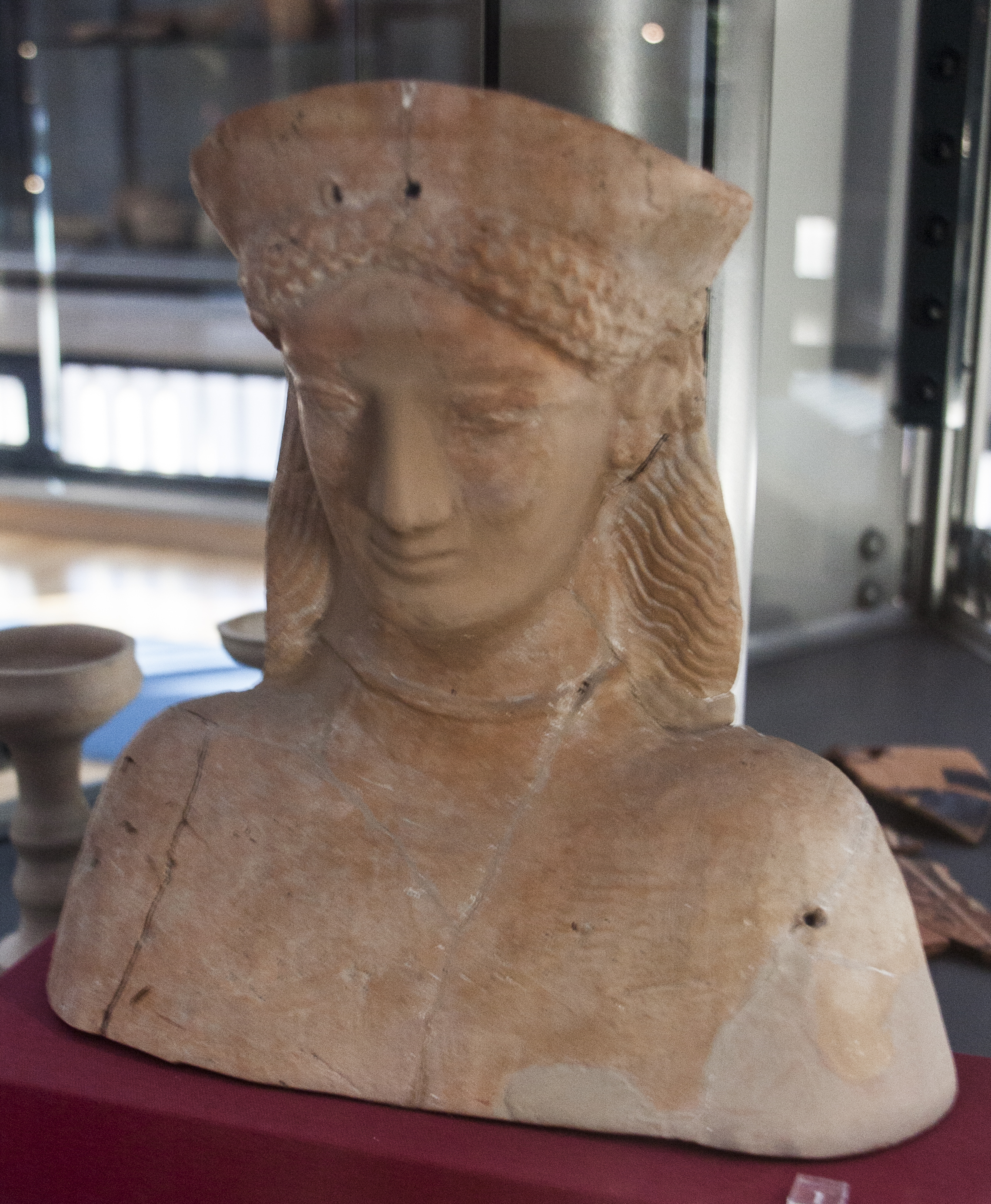
Busto fittile femminile (VI sec a.C.)
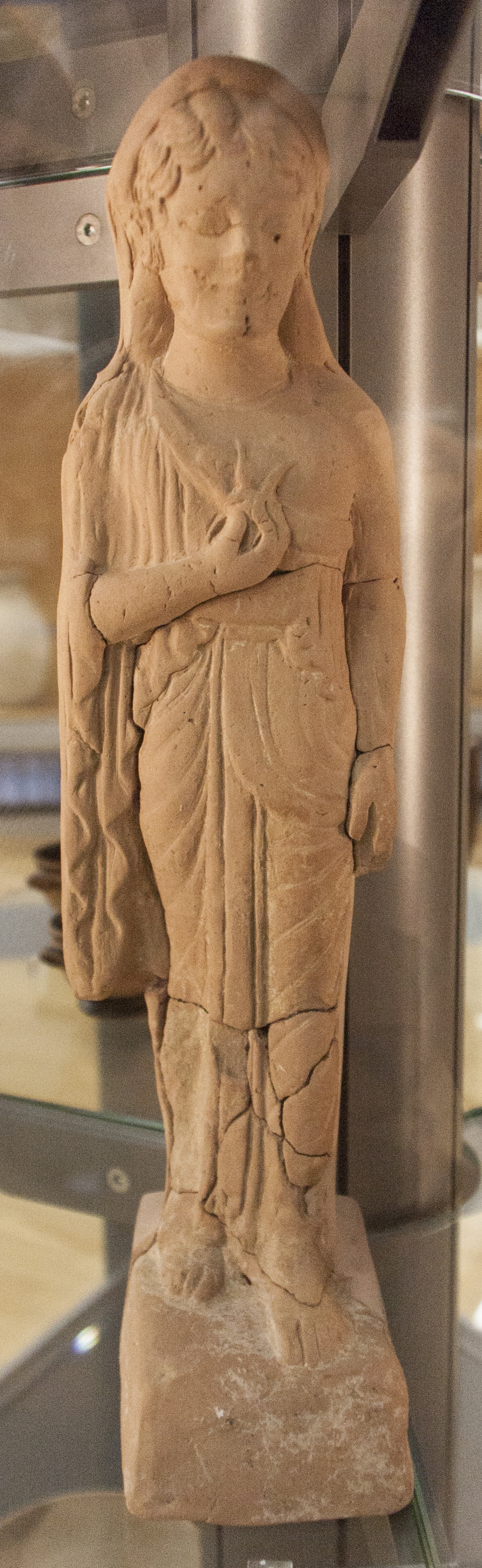
Statuetta fittile di kore con fiore di loto
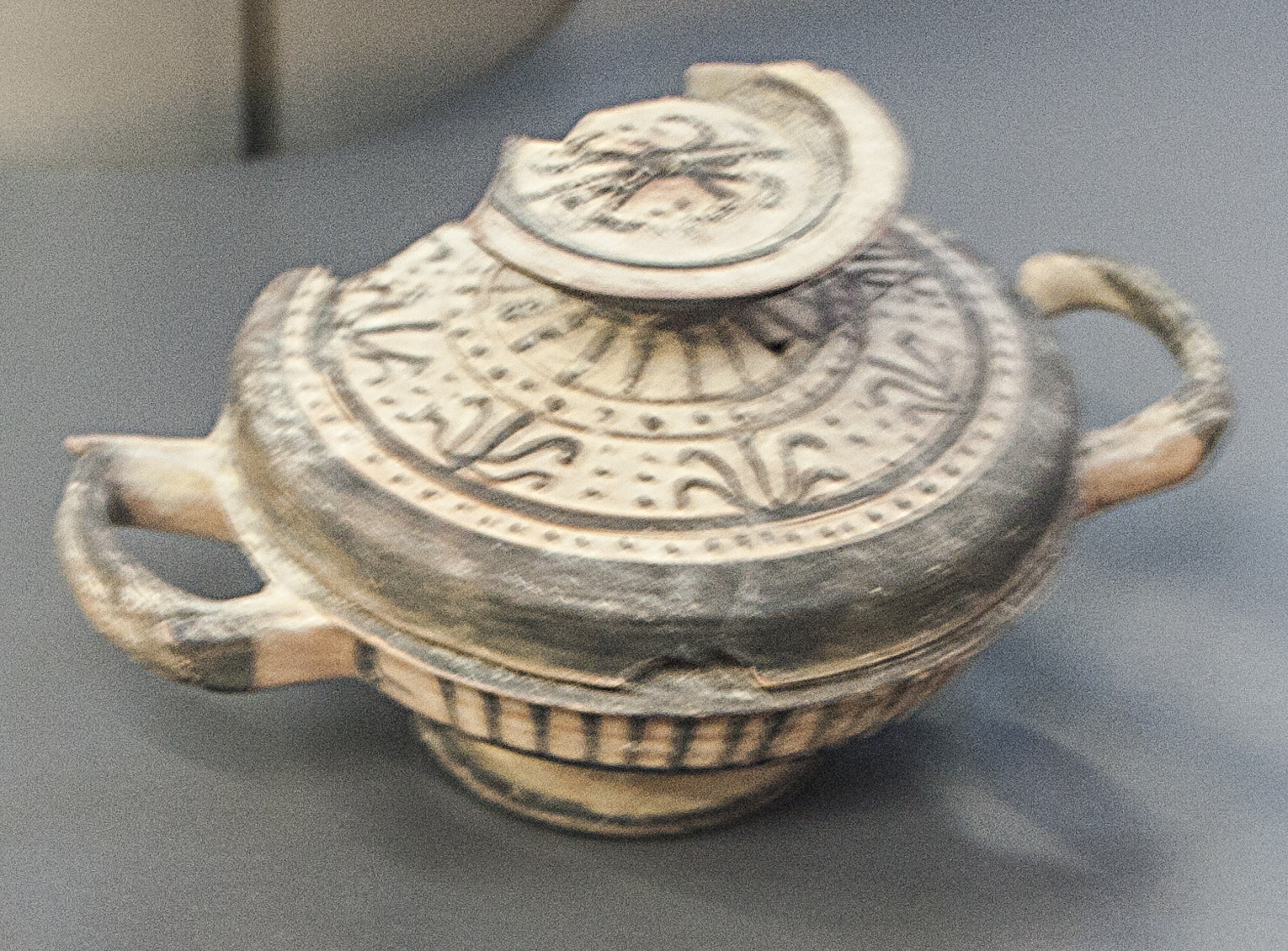
Lekanis nello stile Gnathia
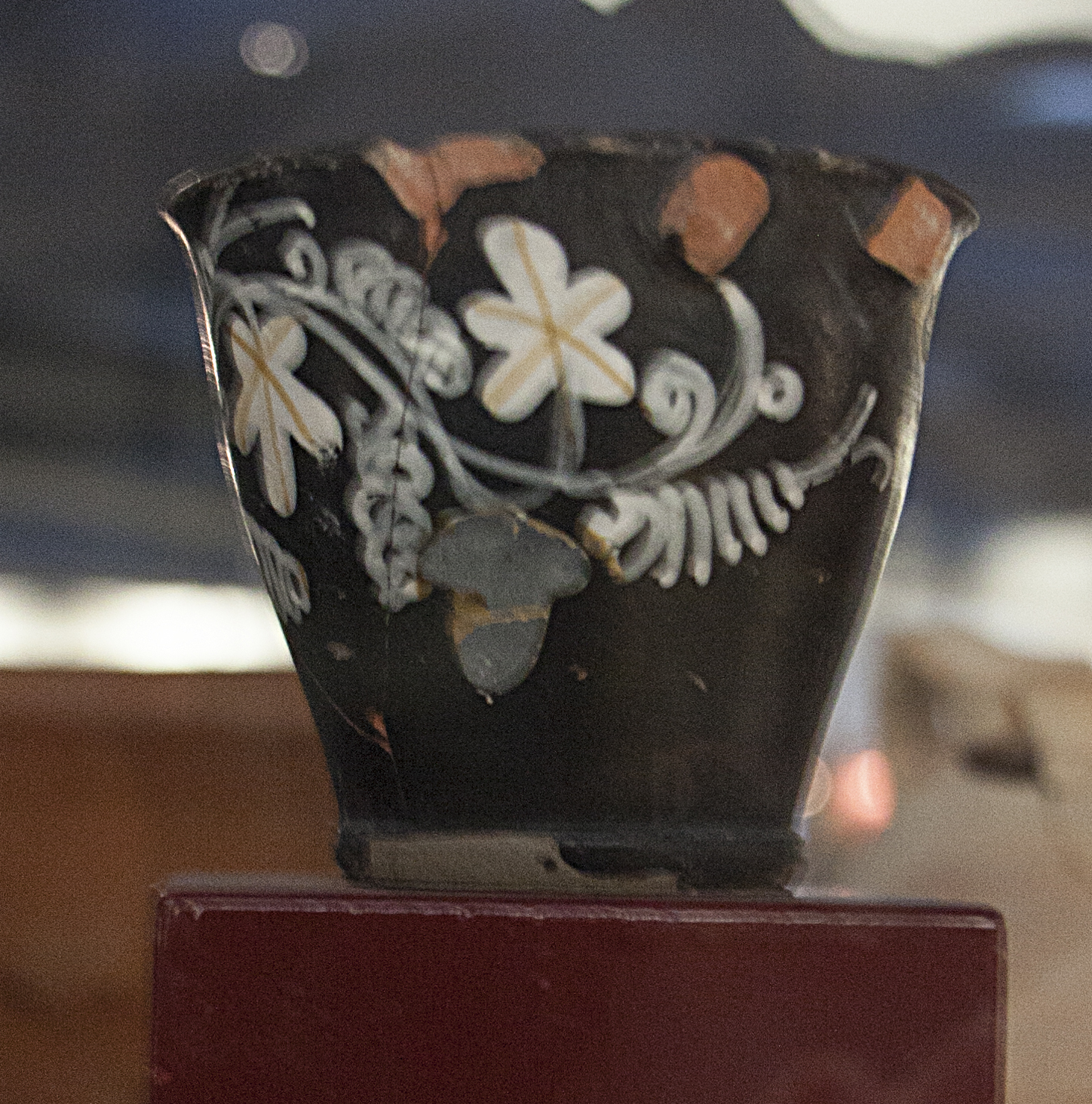
Skyphos nello stile Gnathia
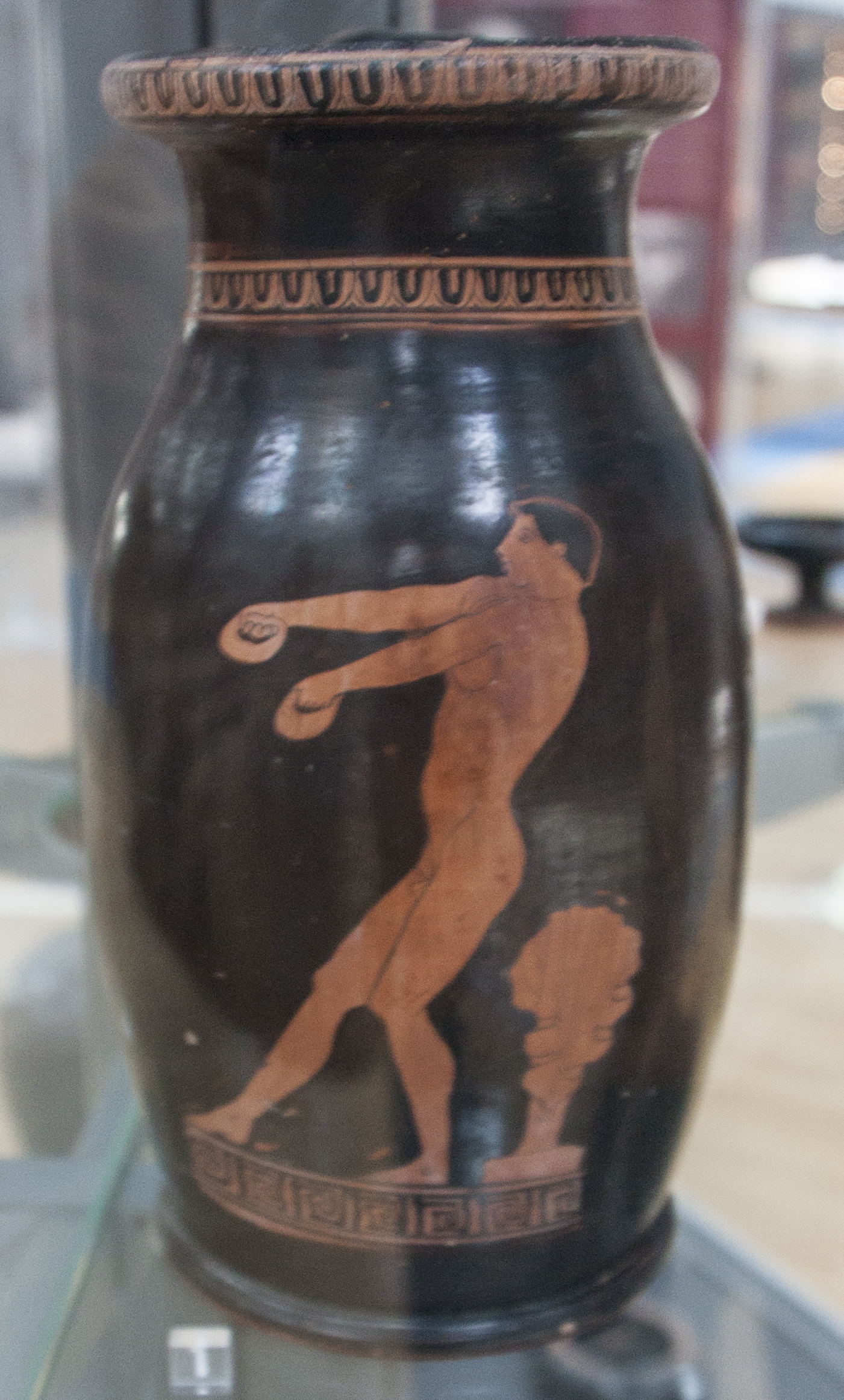
Olpe attica a figure rosse